# Filipe Luís
Filipe Luís Kasmirski (Jaraguá do Sul, Brazília, 1985. augusztus 9. –) brazil válogatott labdarúgó, edző. Nagyapja lengyel volt, a második világháború után költözött Dél-Amerikába.
A brazil Figueirense neveltje, 2004-ben érkezett Európába, ahol az AFC Ajax figyelt fel rá.

## Karrier

### Deportivo
Első felnőtt csapata a spanyol Deportivo volt, 2006-tól négy éven át 111 bajnoki mérkőzésen lépett pályára.

### Atlético Madrid
2010 júliusában 4 évre szerződtette az élvonalbeli Atlético Madrid, ahol többnyire alapemberként számítottak rá.

### Chelsea
2014-ben Angliába csábította a Chelsea, ahol nemtudta beverekedni magát a kezdő tizenegybe, a kevés játéklehetőség miatt távozásra kényszerült.
2015. július 28-án újra visszatért korábbi csapatába, 4 éves szerződést kötött az Atlético Madrid csapatával.

## Statisztika

### Klub
2019. március 3-i statisztika alapján.
| Klub               | Szezon           | Bajnokság | Bajnokság | Kupa  | Kupa | Nemzetközi | Nemzetközi | Összes | Összes |
| Klub               | Szezon           | Mérk.     | G.        | Mérk. | G.   | Mérk.      | G.         | Mérk.  | G.     |
| ------------------ | ---------------- | --------- | --------- | ----- | ---- | ---------- | ---------- | ------ | ------ |
| Figueirense        | 2003             | 7         | 1         | 0     | 0    | 0          | 0          | 7      | 1      |
| Figueirense        | 2004             | 17        | 0         | 0     | 0    | 0          | 0          | 17     | 0      |
| Figueirense        | Összesen         | 24        | 1         | 0     | 0    | 0          | 0          | 24     | 1      |
| Real Madrid B      | 2005–06          | 37        | 0         | 0     | 0    | 0          | 0          | 37     | 0      |
| Real Madrid B      | Összesen         | 37        | 0         | 0     | 0    | 0          | 0          | 37     | 0      |
| Deportivo          | 2006–07          | 19        | 0         | 7     | 1    | 0          | 0          | 26     | 1      |
| Deportivo          | 2007–08          | 33        | 1         | 2     | 0    | 0          | 0          | 35     | 1      |
| Deportivo          | 2008–09          | 38        | 2         | 2     | 0    | 10         | 0          | 50     | 2      |
| Deportivo          | 2009–10          | 21        | 3         | 3     | 1    | 0          | 0          | 24     | 4      |
| Deportivo          | Összesen         | 111       | 6         | 14    | 2    | 10         | 0          | 135    | 8      |
| Atlético de Madrid | 2010–11          | 27        | 1         | 6     | 0    | 3          | 0          | 36     | 1      |
| Atlético de Madrid | 2011–12          | 36        | 0         | 1     | 0    | 16         | 0          | 53     | 0      |
| Atlético de Madrid | 2012–13          | 32        | 1         | 6     | 2    | 4          | 0          | 42     | 3      |
| Atlético de Madrid | 2013–14          | 32        | 0         | 7     | 0    | 10         | 1          | 49     | 1      |
| Atlético de Madrid | 2015–16          | 32        | 1         | 3     | 0    | 10         | 0          | 45     | 1      |
| Atlético de Madrid | 2016–17          | 34        | 3         | 4     | 0    | 10         | 0          | 48     | 3      |
| Atlético de Madrid | 2017–18          | 20        | 1         | 0     | 0    | 8          | 0          | 28     | 1      |
| Atlético de Madrid | 2018–19          | 17        | 2         | 0     | 0    | 5          | 0          | 18     | 2      |
| Atlético de Madrid | Összesen         | 230       | 9         | 27    | 2    | 66         | 1          | 323    | 12     |
| Chelsea            | 2014–15          | 15        | 0         | 6     | 1    | 5          | 0          | 26     | 1      |
| Chelsea            | Összesen         | 15        | 0         | 6     | 1    | 5          | 0          | 26     | 1      |
| Karrier összesen   | Karrier összesen | 417       | 16        | 47    | 5    | 81         | 1          | 545    | 22     |

### Válogatott
2019. június 27-én lett frissítve
| Brazília | Brazília        | Brazília |
| Év       | Pályára lépések | Gólok    |
| -------- | --------------- | -------- |
| 2009     | 1               | 0        |
| 2010     | 0               | 0        |
| 2011     | 0               | 0        |
| 2012     | 0               | 0        |
| 2013     | 3               | 0        |
| 2014     | 6               | 0        |
| 2015     | 11              | 1        |
| 2016     | 8               | 1        |
| 2017     | 2               | 0        |
| 2018     | 7               | 0        |
| 2019     | 6               | 0        |
| Összesen | 44              | 2        |

### Válogatott góljai
| #  | Dátum              | Helyszín                             | Ellenfél | Gólja | Végeredmény | Kiírás                   |
| -- | ------------------ | ------------------------------------ | -------- | ----- | ----------- | ------------------------ |
| 1. | 2015. november 17. | Arena Fonte Nova, Salvador, Brazília | Peru     | 3–0   | 3–0         | Világbajnokság-selejtező |
| 2  | 2016. október 6.   | Arena das Dunas, Natal, Brazília     | Bolívia  | 3–0   | 5–0         | Világbajnokság-selejtező |

## Sikerei, díja
Deportivo La Coruña
- Intertotó-kupa-győztes: 2008

Atlético de Madrid
- La liga: 2013-14
- Copa del Rey: 2012-13
- Európa-liga győztes: 2011–12, 2017–18
- UEFA-szuperkupa: 2010, 2012, 2018

Chelsea FC
- Premier League: 2014-15
- Angol labdarúgó-ligakupa győztes: 2014-15

Flamengo
- Copa Libertadores: 2019, 2022
- Recopa Sudamericana: 2020
- Brazil bajnok: 2019, 2020
- Brazil kupa: 2022
- Brazil szuperkupa: 2020, 2021
- Rio de Janeiro állam bajnoka: 2020, 2021

Brazília
- Konföderációs kupa győztes: 2013
- Copa América győztes: 2019

## Fordítás
- Ez a szócikk részben vagy egészben  a   Filipe Luís Kasmirski című angol Wikipédia-szócikk fordításán alapul.  Az eredeti cikk szerkesztőit annak laptörténete sorolja fel. Ez a jelzés csupán a megfogalmazás eredetét és a szerzői jogokat jelzi, nem szolgál a cikkben szereplő információk forrásmegjelöléseként.